# Scaphidema
Scaphidema är ett släkte av skalbaggar som beskrevs av Ludwig Redtenbacher 1849. Scaphidema ingår i familjen svartbaggar.
Släktet innehåller bara arten Scaphidema metallicum.

## Bildgalleri

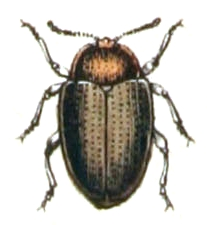
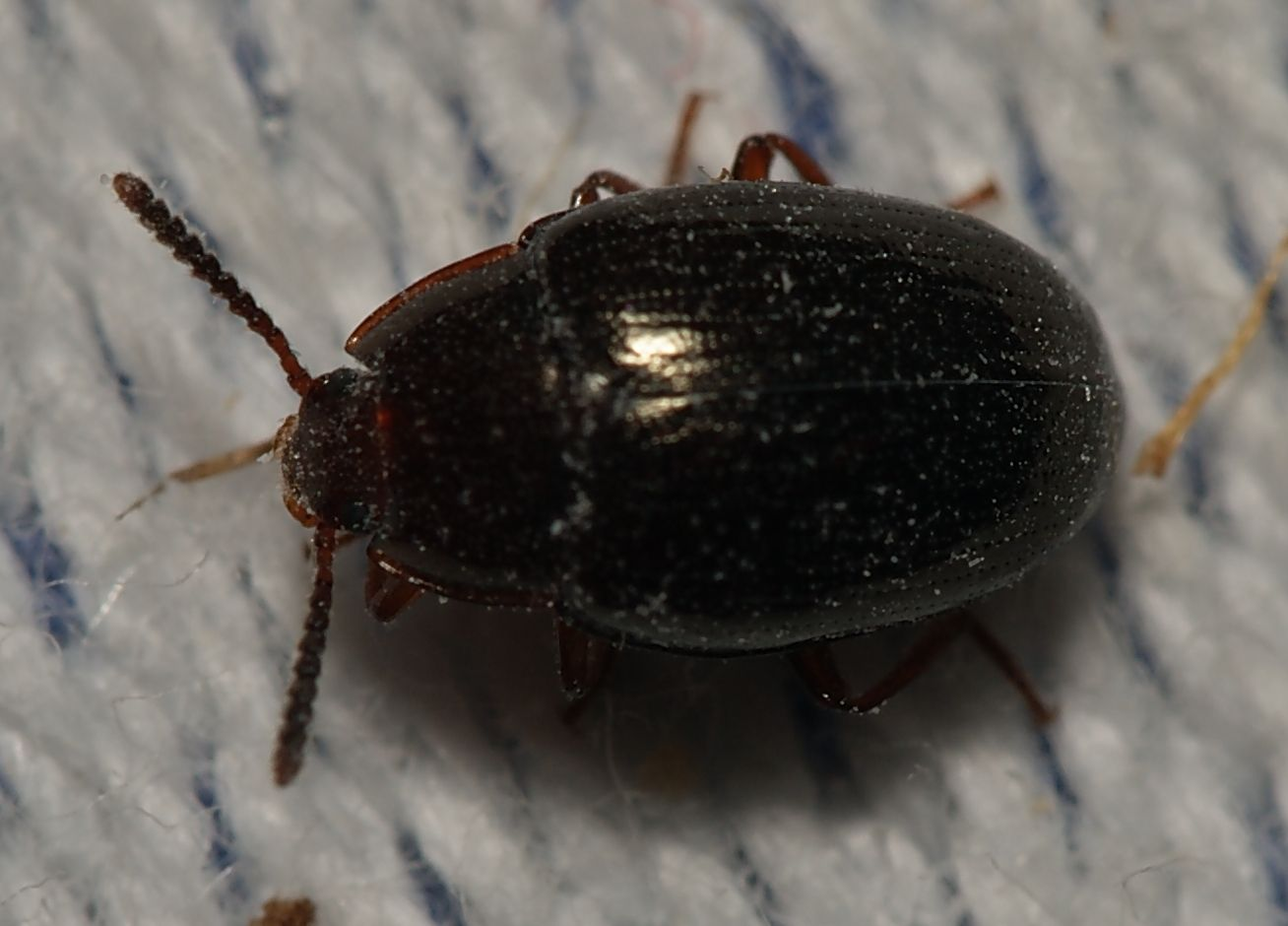
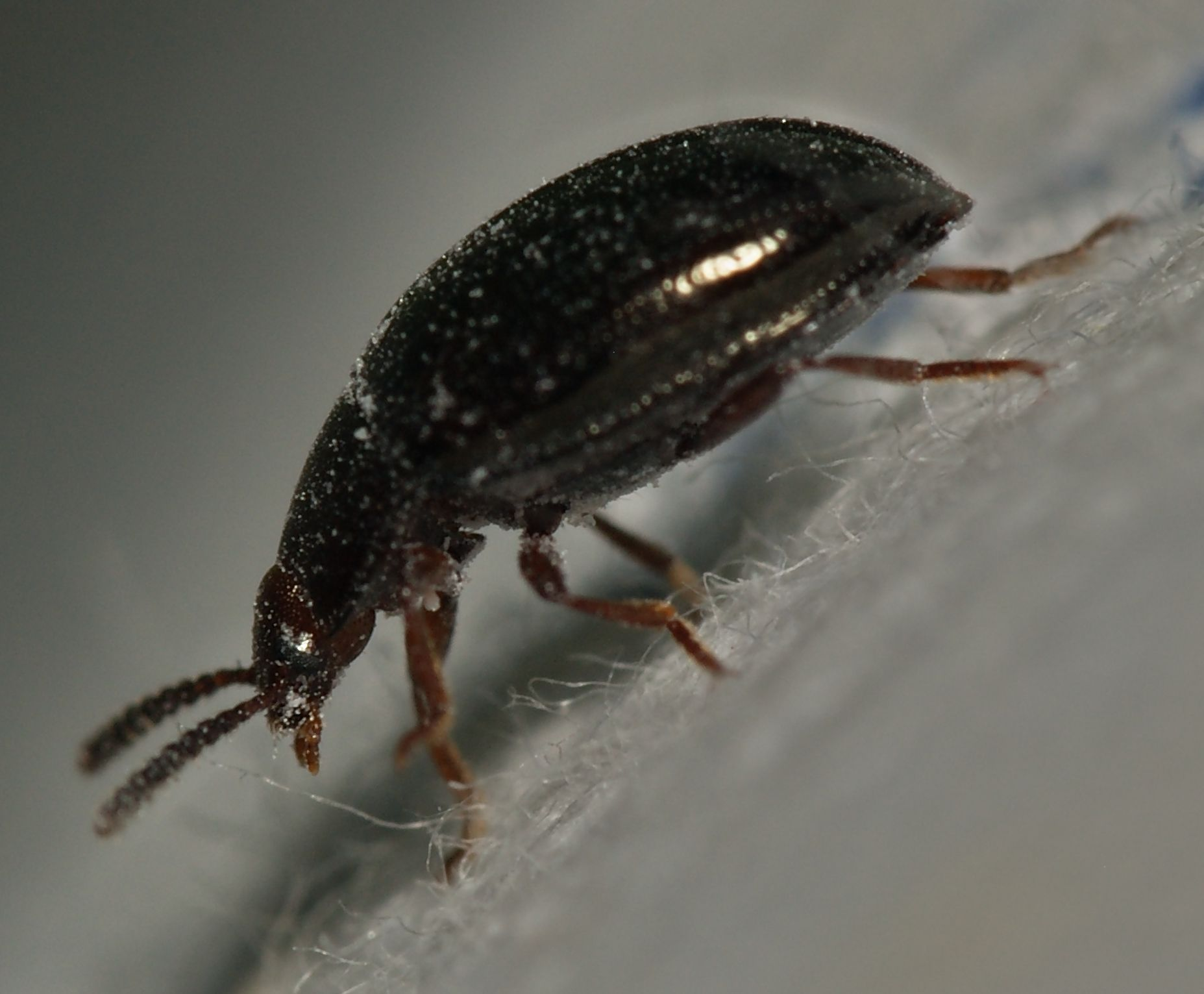
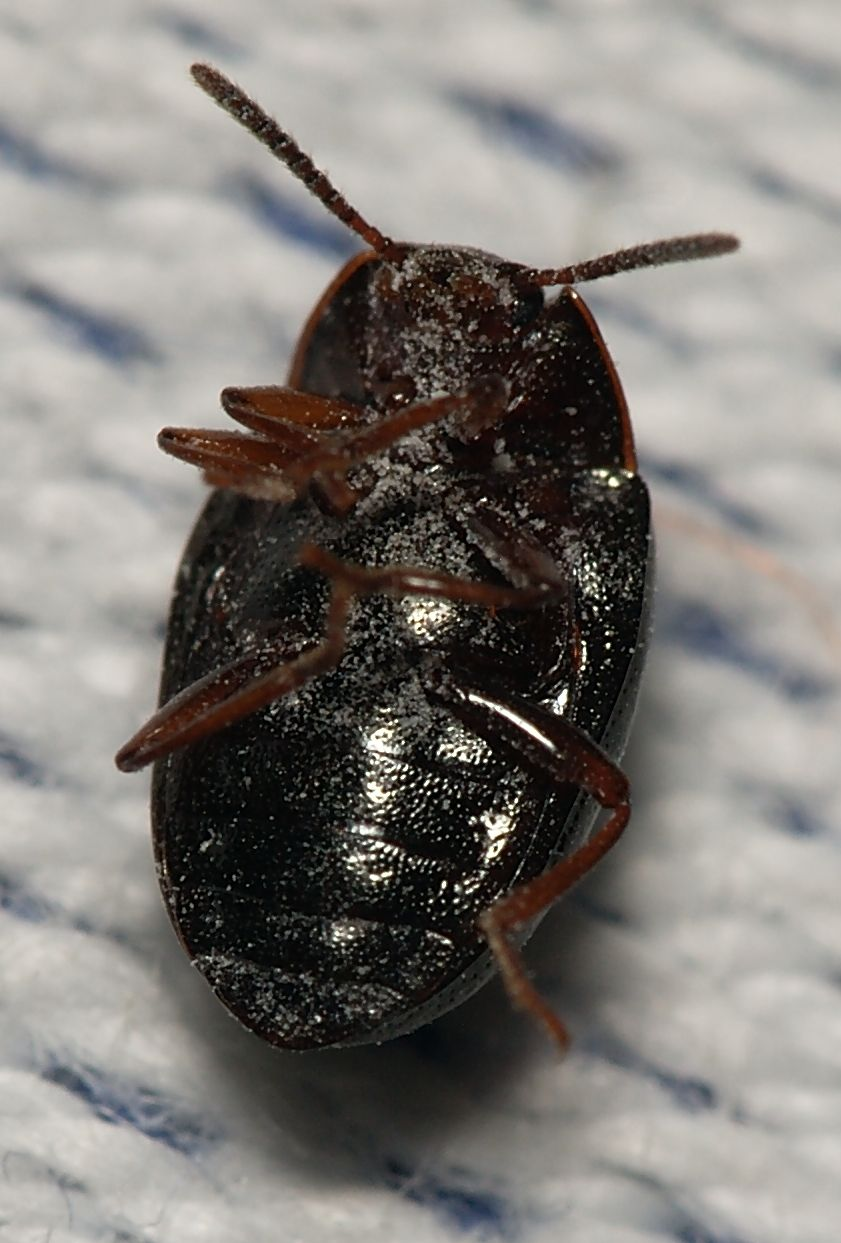